# Apatania barri
Apatania barri là một loài Trichoptera trong họ Apataniidae. Chúng phân bố ở miền Tân bắc.